# Bliznec
Bliznec (bułg. Близнец) – wieś w południowo-wschodniej Bułgarii, w obwodzie Sliwen, w gminie Twyrdica. Według danych szacunkowych Ujednoliconego Systemu Ewidencji Ludności oraz Usług Administracyjnych dla Ludności, 15 czerwca 2020 roku miejscowość liczyła 58 mieszkańców.

## Położenie
Wieś położona jest między grzbietem górskim Kara bair a zboczem gór Medżerlik.

## Gospodarka
Mieszkańcy zajmują się głównie uprawą pól i sadownictwem.

## Osoby związane z miejscowością

### Urodzeni
- Stajko Nedełczew (1914–?) – dyplomata i były kmet Burgasu